# Resolución 66 del Consejo de Seguridad de las Naciones Unidas
La Resolución 66 del Consejo de Seguridad de las Naciones Unidas, adoptada el 29 de diciembre de 1948, en respuesta a un informe del Mediador en funciones sobre las hostilidades que estallaron en el sur de Palestina el 22 de diciembre, a pesar de los llamamientos de la ONU para un alto el fuego, el Consejo exigió la aplicación inmediata de la Resolución 61 del Consejo de Seguridad de las Naciones Unidas. La Resolución instruye al Mediador en funciones para que facilite la completa supervisión de la tregua por parte de los observadores de la ONU. La Resolución encarga además al comité designado en la Resolución 61 del CSNU que se reúna en Lake Success, Nueva York, el 7 de enero para examinar la situación en el sur de Palestina e informar al Consejo sobre la medida en que los gobiernos han cumplido o no con las Resoluciones 61 y 62 del CSNU. La Resolución también invitó a Cuba y Noruega a sustituir a los dos miembros salientes del comité (Bélgica y Colombia) el 1 de enero.
La resolución fue adoptada por ocho votos a favor y ninguno en contra; la República Socialista Soviética de Ucrania, los Estados Unidos y la Unión Soviética se abstuvieron.